# Kąty (wieś w powiecie elbląskim)
Kąty (niem. Kanthen) – wieś w Polsce, położona w województwie warmińsko-mazurskim, w powiecie elbląskim, w gminie Pasłęk. Miejscowość wchodzi w skład sołectwa Rydzówka.
W latach 1975–1998 miejscowość administracyjnie należała do województwa elbląskiego.